# 头序蝇子草
头序蝇子草（学名：Silene capitata）为石竹科蝇子草属的植物。分布在朝鲜以及中国大陆的东北等地，生长于海拔200米的地区，目前尚未由人工引种栽培。

## 别名
馒头草（拉汉种子植物名称） 馒头麦瓶草（东北植物检索表） 头序麦瓶草（东北草本植物志）